# 有川治男
有川 治男（ありかわ はるお、1948年 - ）は、日本の美術史家・美術評論家。学習院大学文学部哲学科教授。専攻は芸術学、西洋美術史。

## 経歴
- 1948年　神奈川県逗子市生まれ。
- 東京大学卒業。東京大学大学院修士課程修了。西ドイツ・ミュンヘン留学。
- 1979年～1992年　国立西洋美術館学芸課勤務。同館学芸員。
- 1992年　学習院大学文学部哲学科助教授。
- 1998年　学習院大学文学部哲学科教授。

## 主な著作・執筆・翻訳
- 『イタリア・ルネッサンス美術展』（国立西洋美術館監修、生田円、有川治男編） 1980年　東京新聞（共同刊行　中日新聞・中部日本放送）
- 『カンディンスキー 1 1900−1915 全油彩総目録』（ハンス・K.レーテル、ジーン・K.ベンジャミン編、西田秀穂、有川治男訳） 1987年　岩波書店 ISBN 4-00-008131-4
- 『カンディンスキー 2 1916-1944 全油彩総目録』（ハンス・K.レーテル、ジーン・K.ベンジャミン編、西田秀穂、有川治男訳） 1989年　岩波書店  ISBN 4-00-008132-2
- 『国立西洋美術館所蔵マックス・クリンガー版画展』（有川治男監修、名古屋市美術館編） 1989年　名古屋市美術館
- 『ベルリン美術館 1　ヨーロッパ美術の精華』（有川治男ほか編）　1993年　角川書店 ISBN 4-04-650901-5
- 『ベルリン美術館 2　近代美術の展開』（有川治男ほか編）　1993年　角川書店   ISBN 4-04-650902-3
- 『カンディンスキー』（ヴィヴァン20  新装版25人の画家）（有川治男編集・解説） 1996年　講談社 ISBN 4-06-254770-8

ほか。